# Wolf-Dieter Just
Wolf-Dieter Just (* 12. August 1941; † 15. November 2019 in Duissern) war ein deutscher evangelischer Theologe.

## Leben
Just promovierte 1973 zum Dr. theol. am Sozialethischen Lehrstuhl der Theologischen Fakultät Heidelberg. Von 1974 bis 1978 war er Gastdozent an der Universität von Nairobi (Department of Philosophy and Religious Studies), von 1978 bis 1984 Studiendirektor beim Ökumenischen Forschungsaustausch in Rotterdam (Niederlande), von 1984 bis 2002 Studienleiter an der Evangelischen Akademie Mülheim/Ruhr und von 2002 bis 2006 war er Professor für Ethik und Sozialphilosophie an der Evangelischen Hochschule Rheinland-Westfalen-Lippe. Nach seinem Ruhestand lehrte er weiter an der EvH Bochum und an der Hochschule Düsseldorf.
Just war in Forschung und Lehre besonders mit ethischen Fragen von Migration und Asyl beschäftigt und folgte einem menschenrechtlichen Ansatz. Er gehörte zu den Gründungsmitgliedern der Ökumenischen Bundesarbeitsgemeinschaft Asyl in der Kirche und war von 1994 bis 2004 deren Bundesvorsitzender, ab 2004 Ehrenvorsitzender.
Just starb 2019 im Alter von 78 Jahren.

## Publikationen (Auswahl)
- Religiöse Sprache und analytische Philosophie. Kohlhammer, Stuttgart 1975
- mit Leslie Hamilton: Armut und Abhängigkeit in der Europäischen Gemeinschaft. Lembeck, Frankfurt am Main 1984
- mit Annette Groth (Herausgeber): Wanderarbeiter in der EG, Band 1: Vergleichende Analysen und Zusammenfassung, Band 2: Länderstudien, Wissenschaftliche Reihe 37 (Entwicklung und Frieden), Grünewald-Kaiser Verlag München: 1985; 2. Auflage: Verlag Manfred Werkmeister, Mainz 1985 (527 S.)
- Na, immer noch da? Lembeck, Frankfurt am Main 1989
- (als Herausgeber): Asyl von unten. Kirchenasyl und ziviler Ungehorsam. Ein Ratgeber. Rowohlt Verlag, Hamburg 1993
- (als Herausgeber): Kirchenasyl. Ein Handbuch. Von-Loeper-Literaturverlag, Karlsruhe 2003
- Spiritualität und Weltverantwortung. Fromm Verlag, Saarbrücken 2012